# Gözde
Gözde  is een Turkse voornaam, die vooral voor meisjes wordt gebruikt.
De naam betekent letterlijk: in het oog., te weten: göz = oog, -de = uitgang voor de locatief, de naamval voor tijd of plaats aanduidende bijvoeglijke bepalingen.
In de tijd van de sultans in het Osmaanse Rijk was een vrouw in de harem van de sultan, die zijn favoriete was en met de vorst de nacht zou doorbrengen, "in zijn oog", met andere woorden: de sultan gaf aan haar de voorkeur voor een samenzijn. Een favoriete vrouw in de harem van de sultan verkreeg daardoor allerlei privileges en had dus, in ieder geval tijdelijk, een hoge status, een bevoorrechte positie.  Dit zou hebben geleid tot de overdrachtelijke betekenis van "gözde": favoriete, bevoorrechte.